# Bosnia y Herzegovina en la Edad Media
La historia de Bosnia y Herzegovina en la Edad Media se refiere al período de tiempo entre la era romana y la conquista otomana del siglo XV. La Alta Edad Media en los Balcanes Occidentales vio la región reconquistada de los bárbaros (ostrogodos) por el emperador bizantino Justiniano I, seguida de incursiones y migraciones llevadas a cabo por pueblos eslavos en los siglos vi y vii. La primera mención de una región bosnia distinta proviene del texto bizantino del siglo X De Administrando Imperio. A fines del siglo IX y principios del x, los sacerdotes latinos habían cristianizado gran parte de Bosnia, y algunas áreas permanecieron sin convertirse. En la Alta Edad Media, Bosnia experimentó estabilidad económica y paz bajo el Ban Kulin, que gobernó el Banato de Bosnia desde 1180 hasta 1204 y fortaleció sus lazos con la República de Ragusa y con Venecia. El Reino de Bosnia surgió a finales de la Edad Media (1377). El reino enfrentó conflictos internos y externos y finalmente cayó bajo el dominio otomano a finales del siglo XV y principios del xvi.

## Alta Edad Media
Los Balcanes occidentales habían sido reconquistados de los "bárbaros" por el emperador bizantino Justiniano I. Los esclavenos (eslavos) invadieron los Balcanes occidentales, incluida Bosnia, en los siglos vi y vii. Según De Administrando Imperio escrito en el siglo X, a estos les siguieron los croatas y los serbios que llegaron a fines de la década de 620 y principios de la de 630, los croatas invitados por el emperador Heraclio para defenderse de una invasión de los ávaros de Panonia, y ambos se habían establecido en ese momento al oeste y al este de Bosnia.  Los croatas "se asentaron en un área que corresponde aproximadamente a la Croacia moderna, y probablemente también incluía la mayor parte de Bosnia propiamente dicha, aparte de la franja oriental del valle de Drina", mientras que los serbios "correspondían a la Serbia sudoccidental moderna (más tarde conocida como Raška), y gradualmente extendieron su dominio a los territorios de Doclea y Hum".

### Sistema político medieval temprano
El De Administrando Imperio (c. 960) menciona a Bosnia (Βοσωνα /Bosona) como una "pequeña tierra" (o "pequeño país"), habitada por eslavos junto con Zahumlia y Travunia (ambos con territorio en la actual Bosnia y Herzegovina). Esta es la primera mención de una región bosnia distinta. Los historiadores han establecido que el sistema político bosnio medieval estaba situado, en líneas generales, alrededor del río Bosna, entre su curso superior y medio: en dirección sur a norte entre la línea formada por su nacimiento y el río Prača en el sur, y la línea formada por el río Drinjača y el río Krivaja (desde Olovo, aguas abajo hasta la ciudad de Maglaj), y la montaña Vlašić en el norte, y en dirección oeste a este entre la línea Rama–Vrbas que se extiende desde Neretva hasta Pliva en el oeste, y el Drina en el este, que es un área más amplia del centro y este de la actual Bosnia y Herzegovina.
A finales del siglo IX y principios del x, Bosnia fue cristianizada en su mayor parte por sacerdotes latinos de las ciudades costeras de Dalmacia, aunque los enclaves remotos permanecieron inalcanzables. Si De Administrando Imperio no designa ciudades habitadas, sino centros eclesiásticos, la existencia de dichos centros podría ser evidencia de que era un estado independiente antes de 822, como teorizó el difunto Tibor Živković. Después del Cisma Oriente-Occidente (1054), el obispado de Bosnia era católico bajo la jurisdicción del arzobispo de Split (desde el siglo XII bajo la Diócesis de Dubrovnik).
El norte y noreste de Bosnia fue capturado por los francos carolingios a principios del siglo IX y permaneció bajo su jurisdicción hasta la década de 870. En lo que ahora es el este de Herzegovina y Montenegro, surgieron localidades semiindependientes bajo el dominio serbio. En la década de 910, Pedro de Serbia anexó narentinos y al avanzar hacia Zahumlia entró en conflicto con Miguel de Zahumlia. El rey croata Tomislav reintegró partes de Bosnia occidental y septentrional, luchando contra los búlgaros en las tierras altas de Bosnia (926). En 949, estalló una guerra civil en Croacia que condujo a la conquista de Bosnia por Časlav, pero después de su muerte en la década de 960, fue retomada por Miguel Krešimir II de Croacia. Además, Doclea absorbió Zahumlia bajo el gobierno de Jovan Vladimir. En 1019, el emperador bizantino Basilio II obligó a los gobernantes serbios y croatas a reconocer la soberanía bizantina, aunque esto tuvo poco impacto en el gobierno de Bosnia hasta finales del siglo XI, durante períodos en los que estuvo gobernada por croatas o serbios al este. Se observará un vínculo político posterior con Croacia "con el título croata de ban desde los primeros tiempos".
Según la Crónica del Preste de Doclea (siglo XIII), según algunos eruditos el primer gobernante conocido de Bosnia fue Ratimir en el año 838 d. C. Según los posteriores Annales Ragusini (siglos xiv-xvii), la muerte de Stiepan, que no tenía hijos, en el año 871 fue seguida por una guerra de 17 años que terminó con la conquista de Bosnia por parte del gobernante croata Bereslav, mientras que en el año 972 un gobernante bosnio fue asesinado y la tierra fue conquistada por un tal Sigr. Ducha d'Albania, pero otro gobernante del linaje de Moravia de Harvati y relacionado con el gobernante bosnio anterior, expulsó a Sigr. Ducha y unificó Bosnia.
Respecto a la identidad étnica de los habitantes de Bosnia hasta 1180, Noel Malcolm concluye que "no se puede responder, por dos razones":

...en primer lugar, porque carecemos de pruebas y, en segundo lugar, porque la pregunta carece de sentido. Podemos decir que la mayor parte del territorio bosnio probablemente estaba ocupado por croatas -o al menos, por eslavos bajo el dominio croata- en el siglo VII; pero se trata de una etiqueta tribal que tiene poco o ningún sentido cinco siglos después. Los bosnios eran, en general, más cercanos a los croatas en su historia religiosa y política; pero aplicar la noción moderna de identidad croata (algo construido en los últimos siglos a partir de la religión, la historia y la lengua) a cualquier persona de este período sería un anacronismo. Todo lo que se puede decir sensatamente sobre la identidad étnica de los bosnios es esto: eran los eslavos que vivían en Bosnia.

## Plena Edad Media

### Relaciones con los vecinos y consolidación
Los príncipes serbios gobernaron en Zahumlia y, más tarde, tras integrarse con Raška en la década de 1070 bajo el mando de Constantino Bodin, se expandió para conquistar todo el este de Bosnia en la década de 1080. Su reino se derrumbó después de su muerte en 1102. La autoridad húngara cayó sobre Bosnia en 1102, aunque estaba gobernada por un ban, que se volvió más independiente a medida que avanzaba el siglo. En la década de 1150, Ban Borić, el primer ban bosnio conocido en la historiografía por su nombre, dirigió a las tropas bosnias para ayudar a Hungría contra los bizantinos en Belgrado, como aliado.  En 1180, Bosnia era funcionalmente completamente independiente, aunque los húngaros rara vez dejaban de reclamarla. Hubo algunos intentos de reunificar Bosnia y Doclea, especialmente por parte del rey Kočopar de Doclea (1102-1103), que forjó una alianza con Bosnia contra Rascia y Zahumlia, pero el intento fracasó por completo con la muerte de Kočopar. Desde principios de la Edad Media, se observa que algunos monarcas húngaros incluyeron "rex Ramae" en su título, tomando el nombre de una pequeña župa de Rama (Bosnia y Herzegovina central), probablemente refiriéndose a toda Bosnia, e indicando así su independencia de facto. En 1167 Bizancio derrotó a Hungría en la batalla de Sirmio y tomó toda Bosnia bajo su dominio y permanecería allí hasta que Manuel I Comneno murió en 1180.

### Banato de Bosnia
Cuando Croacia fue adquirida por el Reino de Hungría y el Estado serbio atravesó un período de estancamiento, el control de Bosnia fue objeto de disputas entre el Reino de Hungría y el Imperio bizantino. En 1154, Borić fue nombrado ban por la nobleza prohúngara. Bajo la presión de los bizantinos, un rey de Hungría posterior nombró ban a Kulin para gobernar la provincia bajo vasallaje oriental. Sin embargo, este vasallaje fue en gran medida nominal.
Las casi tres décadas de gobierno de Kulin sobre el país se caracterizaron por la estabilidad económica y la paz, durante las cuales fortaleció los lazos económicos de Bosnia con Dubrovnik en 1189 y Venecia mediante tratados y acuerdos comerciales. Su hermana se casó con el gobernante de Hum, Miroslav de Hum hermano de Esteban Nemanja, fundador de la dinastía Nemanjić, con quien también estableció una relación diplomática positiva. Sin embargo, tuvo malas relaciones con Hungría y su aliado Zeta por razones político-religiosas. Su gobierno también marcó el inicio de una controversia con la Iglesia bosnia, una secta cristiana indígena considerada herética tanto por la Iglesia católica como por la ortodoxa oriental. En respuesta a los intentos húngaros de utilizar la política eclesiástica con respecto a la cuestión como una forma de reclamar la soberanía sobre Bosnia, Kulin celebró un consejo de líderes de la iglesia local para renunciar a la herejía en 1203. A pesar de esto, las ambiciones húngaras permanecieron inalteradas mucho después de la muerte de Kulin en 1204, menguando solo después de una invasión fallida en 1254. Miroslav murió en 1198 y Andrés, hermano del rey de Hungría y designado por él para ser duque de Croacia y Dalmacia, así como de Hum, aprovechó la oportunidad. Tomó el noroeste de Hum después de derrotar a una fuerza local, pero se retiró en 1203 porque su hermano, el rey Emerico de Hungría, le declaró la guerra o fue expulsado por Pedro. Pedro fue elegido por los nobles locales de Hum para suceder a Miroslav y probablemente era su hijo. Pronto expulsó a un hermano llamado Andrés de Hum Oriental, pero Esteban el Primer Coronado se puso del lado del exiliado Andrés y devolvió Hum al Neretva en 1216, y Andrés se convirtió en un príncipe títere de Hum. Más tarde fue destituido por Esteban y reemplazado por un gobernador, posiblemente su hijo, Esteban Radoslav. Esto significaba que Andrés solo tenía Popovo y las costas restantes, y en 1218, Pedro la había tomado y Andrés había desaparecido. El papa llamó a Hungría a una cruzada contra los herejes en Bosnia en 1225, y el llamado fue atendido una década después. Es probable que Hungría estuviera ejerciendo presión política sobre el papado para invadir Bosnia para obtener ganancias territoriales, ya que no hay pruebas concretas de herejía bosnia en ese momento, solo ignorancia de ciertas prácticas católicas. Hungría invadió a partir de 1235 y llegó a Bosnia en 1238, cuando capturó Vrhbosna. En 1241 se retiraron a Hungría cuando se vio amenazada por los tártaros. El comandante de los cruzados, Colomán, hermano del rey Bela IV de Hungría, fue masacrado por los tártaros junto con su ejército en el río Sajó el 11 de abril de 1241, lo que permitió al ban bosnio, Matej Ninoslav, recuperar el control de toda Bosnia. Con la muerte del Gran Kan, los tártaros regresaron a Karakórum, saqueando por el camino. Circunnavegaron Bosnia, por lo que sus líderes tuvieron tiempo de reafirmar el poder sin interferencias ni amenazas externas.

## Baja Edad Media

### Reino de Bosnia
En la década de 1280, un noble menor del norte de Bosnia llamado Esteban Kotromanić se casó con la hija de Esteban Dragutin, yerno del rey de Hungría. El gobernante de Mačva obtuvo el control del norte de Bosnia, bajo la supervisión de la familia croata Šubić, que finalmente fue expulsada del poder durante una guerra con Venecia por la ciudad de Zadar. Su hijo, Esteban II Kotromanić, se convirtió en ban de Bosnia en 1322. Tomó partes de Croacia y la costa dálmata entre su ascensión y en 1326, anexó Hum. Firmó tratados de paz con Ragusa en 1334 y Venecia en 1335. Murió en 1353 y su sobrino, Esteban Tvrtko, lo sucedió a los 15 años. Esteban II no había consolidado adecuadamente su banato, por lo que cuando murió, su estado se fracturó ya que los nobles no sentían ninguna obligación hacia el joven Tvrtko I. Justo antes de que Kotromanić muriera, había casado a su hija, Isabel, con Luis, rey de Hungría, lo que le dio a Luis la excusa para exigir las ricas tierras de Hum a Tvrtko. Al no tener un apoyo real de sus nobles, Tvrtko se sometió a las demandas del rey y en 1357, Hungría recuperó su territorio en Hum. En 1363, estalló la guerra entre los dos reyes. Luis invadió las provincias del norte, que estaban divididas en lealtad entre los dos reyes. Un aliado de Tvrtko, Vukac Hrvatinić defendió Sokograd y un mes después, repelió una segunda invasión en Srebrnik en Usora. En 1366, sus nobles lo expulsaron y Tvrtko huyó a la corte de Hungría, que sorprendentemente lo aceptó. Los nobles rebeldes sentaron al hermano de Tvrtko, Vuk, en el trono. Tvrtko pronto regresó a Bosnia con tropas de Hungría para recuperar su reino, y para finales de año Vuk fue exiliado y Tvrtko estaba de nuevo en el trono. Después de la muerte de Esteban Dušan y el colapso de su Imperio serbio, las facciones rivales intentaron hacerse con sus propios trozos de territorio. Lazar Hrebljanović recibió tropas de Tvrtko, y así le dio parte del botín y la tierra. En 1377 Tvrtko I se coronó rey de Bosnia.
En 1388, un grupo de incursión otomana fue aniquilada en Hum por un noble local llamado Vlatko Vuković, que más tarde fue enviado junto con un ejército bosnio para ayudar a Lazar en la batalla de Kosovo en 1389. Después de la muerte de Tvrtko en 1391, la realeza se vio severamente debilitada por los nobles locales que competían por el poder, aunque el reino no se dividió. En 1404, el rey Ostoja fue derrocado por los nobles y reemplazado por el hijo ilegítimo de Tvrtko, Tvrtko II. Ostoja regresó con un ejército húngaro y recuperó parte del país, y durante diez años recuperó lentamente la autoridad en Bosnia. En 1414, los otomanos declararon al derrocado Tvrtko II como legítimo rey de Bosnia e invadieron. Un año después, los otomanos ganaron una batalla decisiva contra las fuerzas húngaras y bosnias bajo el mando de Ostoja con la ayuda de un poderoso noble bosnio llamado Hrvoje. Acordaron mantener a Ostoja en el trono, pero el rey de Bosnia nunca volvería a estar fuera de la esfera de influencia turca. En 1418 Ostoja murió y su hijo fue exiliado dos años después por Tvrtko II.
Entre 1433 y 1435, los turcos arrebataron a los húngaros las partes meridionales de Bosnia central con la ayuda de Stjepan, sobrino de Sandalj y señor de Hum. Los turcos tomaron Srebrenica en 1440. Tvrtko II murió en 1443. Estalló una guerra civil de tres años entre Esteban Vukčić y el sucesor de Tvrtko II, Esteban Tomás. La guerra terminó cuando llegaron a un acuerdo, pero Vukčić siguió apoyando al gobernante serbio Đurađ Branković, un vasallo semiindependiente de los turcos otomanos que disputaba Srebrenica al rey bosnio. A principios de la década de 1450, Vukčić se vio envuelto en una guerra civil con Ragusa y su hijo mayor. En 1461, Esteban Tomaš murió y su hijo Esteban Tomašević ascendió al trono. En 1463, el rey Matías de Hungría invadió y tomó partes del norte y noroeste de Bosnia asediando y tomando tanto Jajce como la cercana fortaleza de Bobovac. Matías creó un Banato leal a él y lo rebautizó como Ban, Rey de Bosnia en 1471. El territorio del reino pronto fue destrozado por los turcos que regresaban. Esteban Tomašević huyó al norte, a Jajce, y luego a la cercana fortaleza de Ključ, donde fue asediado, capturado y decapitado. El ejército otomano se retiró en otoño de ese año, dejando sólo escasas guarniciones para proteger lo que habían conquistado. En 1526, los turcos aniquilaron a los húngaros en la batalla de Mohács y un año después tomaron Jajce, aplastando finalmente el último bastión de Hungría en Bosnia. Vukčić recuperó su reino después de que los turcos se retiraran, pero lo perdió de nuevo dos años después, atrincherándose en la ciudad portuaria de Novi, donde murió en 1466. Fue sucedido por su hijo Vlatko, que intentó obtener ayuda de Venecia y Hungría, pero sin éxito. La última fortaleza de Hum fue tomada en 1482.